# Euploea lippus
Euploea lippus är en fjärilsart som beskrevs av Van Eecke 1918. Euploea lippus ingår i släktet Euploea och familjen praktfjärilar. Inga underarter finns listade i Catalogue of Life.